# Tapanash
Tapanash (Tapänä’sh; Eneeshur ?), maleno pleme iz skupine Tenino Indijanaca sa sjeverne obale rijeke Columbia, blizu ušća Deschutesa, kasnije se ovaj naziv koristi da se označe još neke susjedne bande (Ochechote ili Uchichol, i Skinpah). Mooney (1928) pod ime Tapanash uključuje i Skin Indijance i procjenjuje da ih je 1780. moglo biti oko 2.200.
Tapanash su izgleda identični s Eneeshurima kod Lewisa i Clarka. Prema Swantonu naziv Eneeshur možda je obuhvaćao i dio ili sve Skin Indijance, malenog plemena čije se ime javlja i kao Skinpa, Skinpah, Skeen ili Skien. Potomaka plemena Skinpah i Ochechote (Oche-chotes) danas ima na rezervatu Yakima u Washingtonu.

## Vanjske poveznice
- James Mooney, The Ghost-Dance Religion and Wounded Knee